# 斯科特代爾 (喬治亞州)
斯科特代爾（英語：Scottdale）是位於美國喬治亞州迪卡爾布縣的一個人口普查指定地區。

## 地理
斯科特代爾的座標為33°47′40″N 84°15′44″W / 33.79444°N 84.26222°W，而該地最高點為海拔高度314米（即1030英尺）。

## 人口
根據2010年美國人口普查的數據，斯科特代爾的面積為9.00平方千米，當中陸地面積為9.00平方千米，而水域面積為0.00平方千米。當地共有人口10631人，而人口密度為每平方千米1,181人。